# Área de conservación regional Medio Putumayo Algodón
El Área de conservación regional Medio Putumayo Algodón es una área protegida en el Perú que se encuentra en el departamento de Loreto. Fue creada el 6 de junio de 2025 mediante la publicación del Decreto Supremo n.° 010-2025-MINAM.